# Land Rover Range Rover Sport
La Range Rover Sport è un modello di autovettura fuoristrada prodotto dalla casa automobilistica britannica Land Rover dal 2005. Pur riprendendo il nome della classica Range Rover, ha la stessa meccanica (telaio, trasmissione, motori e gran parte della componentistica) della Discovery terza serie.

## Prima serie (2005-2012)

### Il contesto
La Range Rover Sport è nata come una variante sportiva della classica serie Range Rover.
A differenza della sorella maggiore, la Sport è più compatta e ha un telaio di base differente (lo stesso Integrated Body Frame della Discovery 3). Il design è stato studiato per rendere il Range più sportivo e, proprio per questo, il padiglione molto inclinato è una delle sue principali caratteristiche. Anche l'altezza da terra variabile è un segno della vocazione sportiva dell'auto. Inoltre, per il fuoristrada è possibile alzare l'assetto oppure procedere con il limitatore di velocità se si affrontano fondi disconnessi.
Entrato in produzione nel 2005, la Range Rover Sport riprende anche numerosi elementi del Discovery, come parte degli interni, organi meccanici e propulsori. L'abitacolo è stato progettato utilizzando materiali pregiati con rivestimenti in pelle e inserti in legno. La Range Rover Sport costa alcune migliaia di euro in meno rispetto alla classica Range Rover.

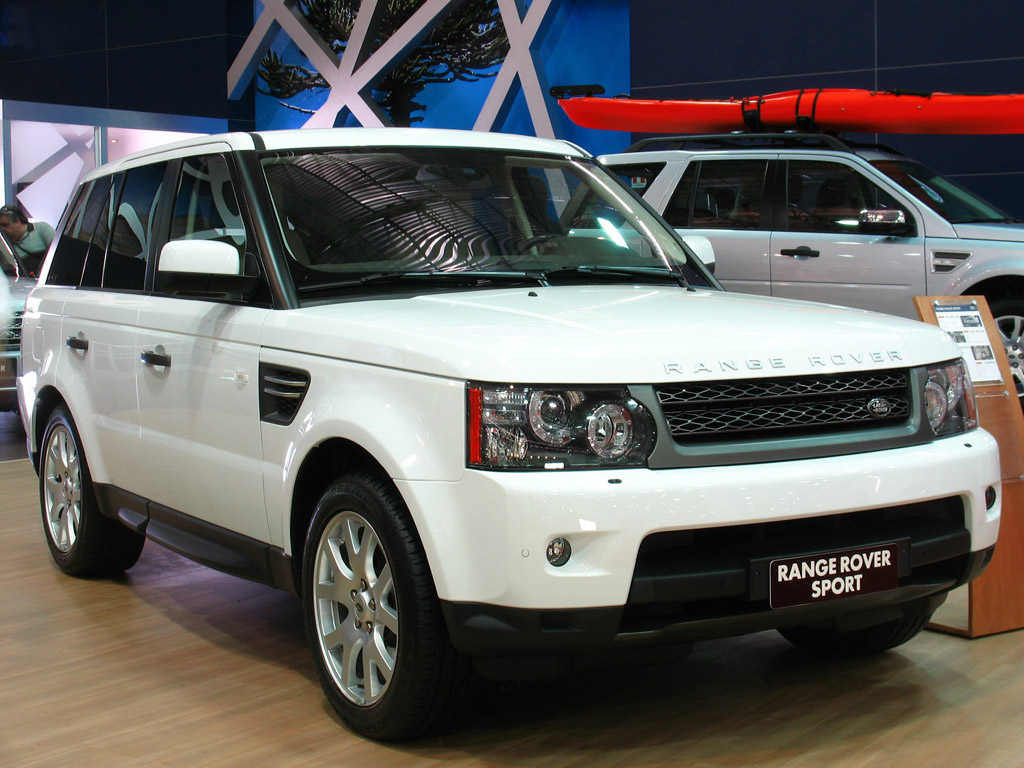
Land Rover Range Rover Sport HSE restyling del 2011

La gamma motori è composta da due propulsori a benzina di origine Jaguar e da un diesel prodotto dalla Ford con il gruppo PSA. Il 4.4 V8 benzina eroga 306 cavalli mentre il 4.2 V8 adotta il compressore volumetrico per ottenere 395 cavalli. Il diesel 2.7 TDV6 dispone di una turbina e di 190 cavalli. Successivamente viene introdotto anche il 3.6 TDV8 biturbo da 272 cavalli, mentre nel 2009 entrano in listino i nuovi motori 5.0 V8 Jaguar aspirato da 385 cavalli e sovralimentato da 510 cavalli oltre al diesel 3.0 biturbo da 245 cavalli di origine PSA. Il cambio è un automatico a sei rapporti con ridotte.
Un aggiornamento è stato presentato al salone di New York Auto nel mese di aprile 2009. Questo restyling cambia il frontale più aerodinamico, con inclusi nuovi fari a LED, calandra, griglia anteriore e paraurti simili alla contemporanea Range Rover. Modifiche sono state apportate anche al posteriore con nuove luci posteriori anch'esse a LED e un paraurti modificato.
Nel 2010 debutta il nuovo cambio automatico a otto rapporti di origine ZF.

### Motorizzazioni
| Modello  | Disponibilità       | Motore  | Cilindrata (cm³) | Potenza         | Coppia max (Nm) | Emissioni CO2 (g/Km) | 0–100 km/h (secondi) | Velocità max (Km/h) | Consumo medio (Km/l) |
| 4.2 V8   | dal debutto al 2009 | Benzina | 4197             | 287 KW (390 CV) | 550             | 384                  | 7,6                  | 225                 | 6,2                  |
| 4.4 V8   | dal debutto al 2007 | Benzina | 4394             | 220 KW (300 CV) | 425             | 356                  | 8,9                  | 209                 | 6,7                  |
| 5.0 V8   | dal 2009 al 2012    | Benzina | 4999             | 375 KW (510 CV) | 625             | 348                  | 6,2                  | 225                 | 6,7                  |
| 2.7 TDV6 | dal debutto al 2009 | Diesel  | 2720             | 140 KW (190 CV) | 440             | 281                  | 12,7                 | 193                 | 9,1                  |
| 3.0 TDV6 | dal 2012            | Diesel  | 2993             | 155 KW (211 CV) | 520             | 224                  | 10,3                 | 193                 | 11,1                 |
| 3.0 SDV6 | dal 2009 al 2011    | Diesel  | 2993             | 180 KW (245 CV) | 600             | 243                  | 9,3                  | 193                 | 11,1                 |
| 3.0 SDV6 | dal 2011 al 2012    | Diesel  | 2993             | 188 KW (256 CV) | 600             | 230                  | 8,9                  | 200                 | 11,1                 |
| 3.0 SDV6 | dal 2012            | Diesel  | 2993             | 183 KW (249 CV) | 600             | 230                  | 8,9                  | 200                 | 11,1                 |
| 3.6 TDV8 | dal 2006 al 2010    | Diesel  | 3628             | 200 KW (272 CV) | 640             | 294                  | 9,2                  | 209                 | 9,1                  |

## Seconda serie (L494; 2013-2022)

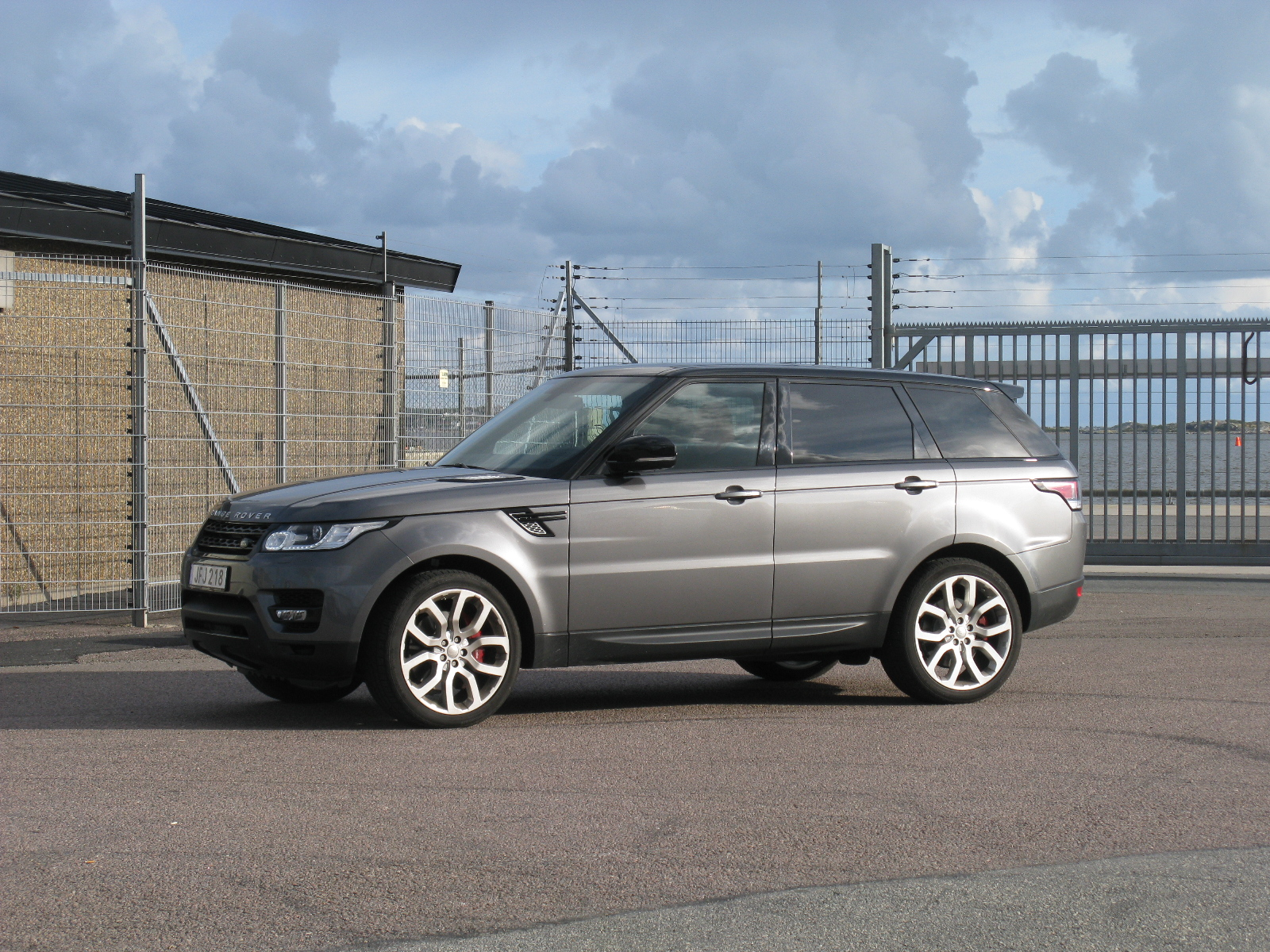
La Range Rover Sport seconda generazione

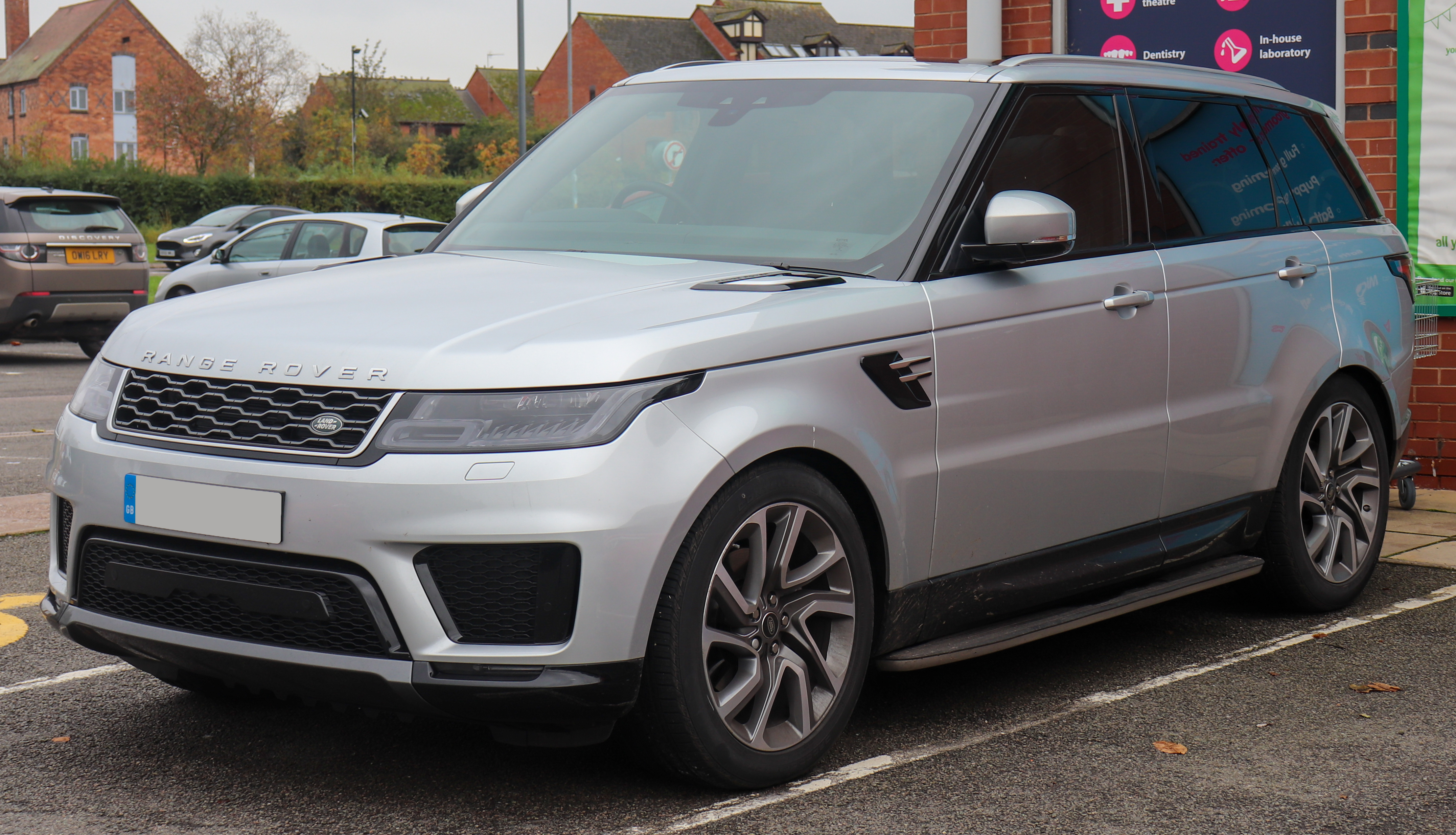
Restyling 2018

La seconda generazione di Range Rover Sport è stata annunciata il 27 marzo 2013 al salone dell'automobile di New York. Diverse strade sono state chiuse a Manhattan per una festa di lancio al salone con protagonista l'attore Daniel Craig. La nuova Range Rover Sport ha assunto uno stile simile a quello della Evoque.

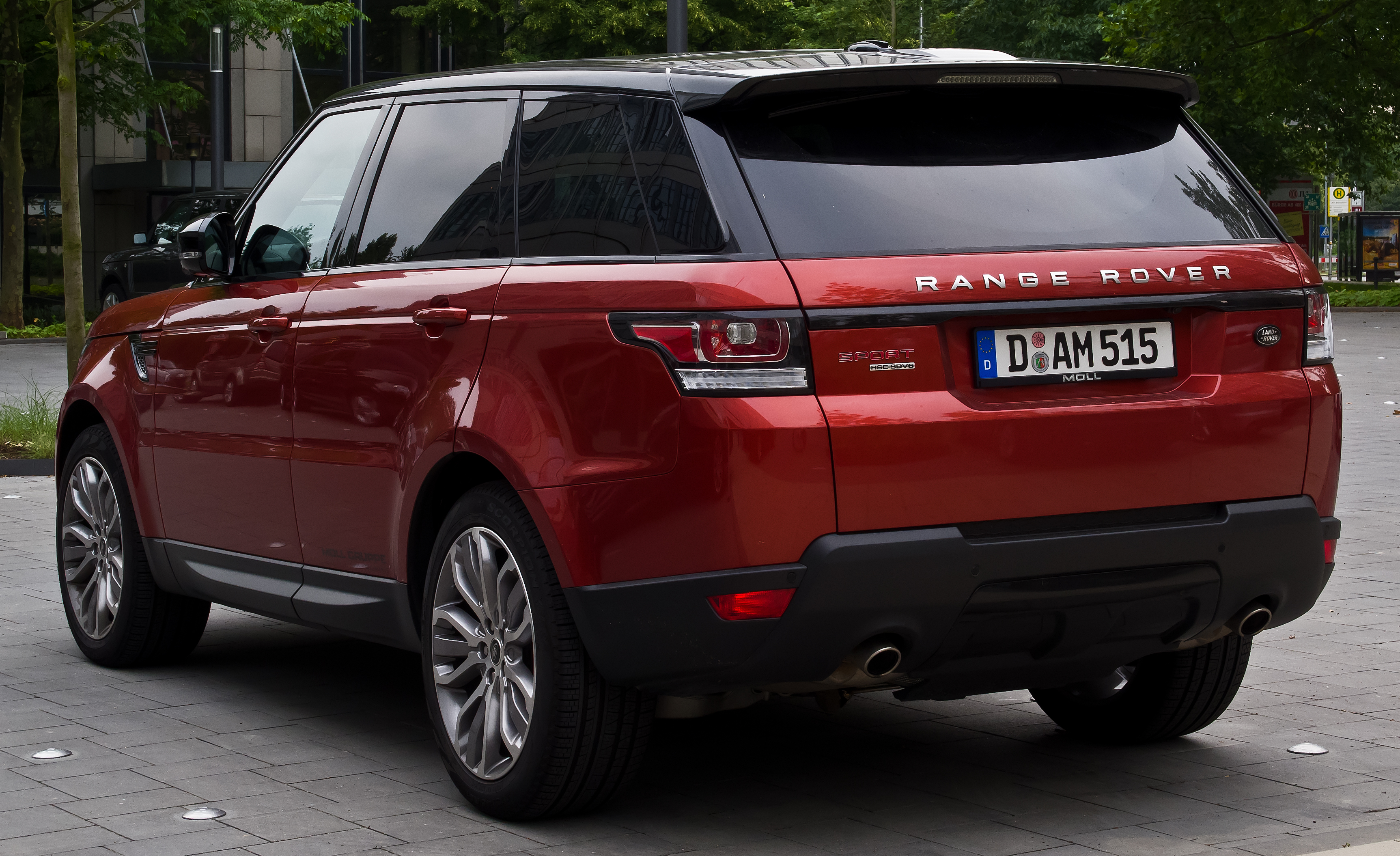
Posteriore di una Range Sport del 2014

Nonostante la diminuzione di peso, la nuova versione è più lunga di 62 mm rispetto alla versione precedente, con la lunghezza che è pari a 4,85 metri. Grazie al passo più lungo di 178 mm, lo spazio all'interno dell'abitacolo è aumentato e ora è ancora più facilitato l'accesso alla seconda fila di sedili. Aumenta anche la larghezza di 55 mm, misurando ora 1,985 mm. La nuova Sport resta sempre più piccola della Range Rover sul cui telaio in alluminio è costruita, con 149 mm in meno in lunghezza e 55 in meno in altezza, a parità di allestimento la prima pesa 45 kg in meno. Per quanto riguarda l'altezza, rispetto al precedente modello, diminuisce di ben 40 mm, arrivando a quota 1.780 mm. Diminuisce anche il peso di circa 420 kg e migliora anche l'aerodinamica con un coefficiente aerodinamico dell'8% inferiore, pari a 0,34: Inoltre è disponibile con una configurazione a 7 posti. I motori disponibili al debutto sono due turbodiesel 3.0 TDV6 da 258 CV e 292 CV, due benzina da 3.0 V6 benzina da 340 CV e un 5.0 V8 benzina da 510 CV.
Nell'estate del 2014 ne è stata presentata la versione ad alte prestazioni denominate SVR. Tale modello era dotato di un nuovo propulsore da 550 CV di potenza con 680 Nm di coppia motrice gestito da un cambio automatico ZF 8HP70 a otto rapporti. Ciò permetteva un'accelerazione da 0 a 100 km/h in 4,5 secondi. Oltre al nuovo propulsore, vennero introdotti un nuovo impianto di scarico sportivo, nuovi cerchi in lega leggera da 22" e nuovi pneumatici sportivi realizzati dalla Continental.

### Restyling (2018-2022)
Nel 2017 al salone di Los Angeles, il Gruppo Jaguar Land Rover ha annunciato la Range Rover Sport rinnovata. rinnovato il V8 da 518 CV e la versione SVR da 575 CV. I principali cambiamenti del restyling sono i paraurti anteriori e posteriori ridisegnati e i nuovi scarichi.
A maggio 2019, c'è l'annuncio di una nuova motorizzazione per la Range Rover Sport HST. Il nuovo Ingenium a sei cilindri benzina 3.0 litri Mild Hybrid 48V è capace di erogare fino a 400 CV, spingendo la vettura ad una velocità massima di 225 km/h e un’accelerazione da 0 a 100 km/h in 6,2 secondi.

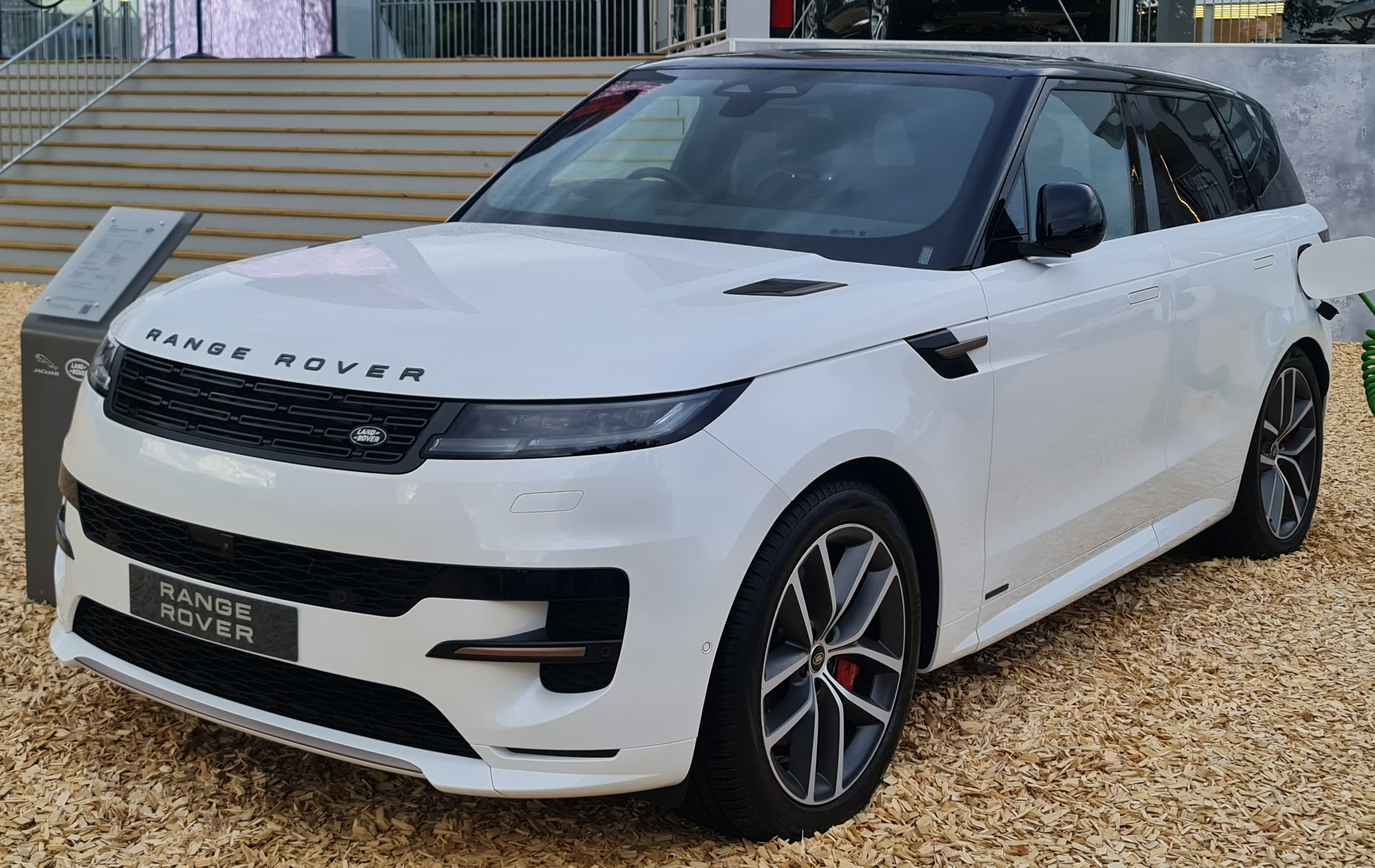
Land Rover Range Rover Sport (3 gen)

## Terza serie (L461; 2022-)
La terza serie della Range Rover Sport è stata presentata nel maggio 2022. Il modello ha uno stile differente caratterizzato da un design minimalista sia dentro l'abitacolo che fuori; i propulsori disponibili sono un MHEV, PHEV e infine un V8 biturbo.